# Rose Christiane Raponda
Rose Christiane Ossouka Raponda (Franceville, 30 de junio de 1963) es una economista y política gabonesa miembro del Partido Democrático Gabonés que desde el 9 de enero hasta el 30 de agosto de 2023 se desempeñó como Vicepresidenta de Gabón, siendo la primera mujer en ostentar el cargo. Previamente, el 16 de julio de 2020 asumió el puesto de primera ministra de Gabón siendo la primera mujer en ocupar el puesto en la historia de Gabón. Anteriormente, desde febrero de 2019 hasta julio de 2020 se desempeñó como ministra de Defensa de Gabón. También fue la primera alcaldesa de Libreville.

## Biografía
De origen Mpongwe, nació en 1964 en Franceville. Economista de formación, se diplomó en el Instituto de Economía y Finanzas de Gabón especializándose en finanzas públicas. Fue directora general de Economía y a principios de los años 2000 directora general Adjunta del Banco de la Vivienda de Gabón.
Llegó al gobierno en 2012 de la mano de Raymond Ndong Sima nombrado primer ministro. Se desempeñó como Ministra de Presupuesto desde febrero de 2012 hasta enero de 2014. En las elecciones municipales de diciembre de 2013, en octava posición en la lista del presidencial Partido Democrático Gabonés fue elegida consejera del tercer distrito  de Libreville y un mes después, el 26 de enero de 2014 asume la alcaldía siendo la primera alcaldesa en la historia de la capital de Gabón. También asumió la presidencia de Ciudades y Gobiernos Locales Unidos de África.
El 12 de febrero de 2019, Raponda fue nombrada Ministra de Defensa de Gabón en el gobierno de Julien Nkoghe Bekalé por el presidente Ali Bongo Ondimba después del intento de golpe de Estado en enero de 2019. Raponda reemplazó a Etienne Massard Kabinda Makaga, un miembro de la familia Bongo, quien ocupaba el cargo desde 2016. El 16 de julio de 2020 fue nombrada primera ministra de Gabón, después de que su predecesor, Julien Nkoghe Bekale, renunciara. Es la primera mujer en ocupar el puesto en la historia de Gabón. Su nombramiento constituye el cuarto cambio de gabinete de Bongo Ondimba desde el golpe fallido. Se produce durante la doble crisis sanitaria y económica debido a la pandemia de COVID-19 y la caída del precio del petróleo, uno de los principales recursos del país.